# Bartini Stal-7
Dimensions
Le Bartini Stal-7 est un avion de transport bimoteur soviétique de l'entre-deux-guerres. Le prototype fut transformé en appareil de record, mais aucune production de série ne fut lancée en raison du déclenchement de la Seconde Guerre mondiale. Le Stal-7 est surtout intéressant pour avoir servi de base au seul bombardier stratégique soviétique de la Seconde Guerre mondiale, le Yermolaïev Yer-2.  

## Une demande de l'Aeroflot
Aeroflot ayant émis un cahier des charges pour deux nouveaux avions commerciaux, Robert Bartini entreprit en octobre 1934 les travaux visant à la fourniture du modèle le plus lourd, devant transporter 10 à 12 passagers. Le projet original portait sur un bimoteur à structure en tubes d’acier soudés à revêtement entoilé, mais la complexité et l’élasticité de cette cellule posant trop de problèmes, il adopta finalement pour le fuselage une structure monocoque en alliage léger. La voilure de grand allongement était caractérisée par une forme en W très aplati, les moteurs étant installés à la brisure de chaque plan. Le train principal à relevage hydraulique vers l’arrière venait se loger à l’arrière des fuseaux-moteurs, implantés à la brisure des ailes. Le bord de fuite de l’aile était occupé par des volets à commande hydraulique à l’intérieur et des ailerons à l’extérieur. Le longeron de la section centrale de voilure passait à travers le fuselage, tout comme sur le Boeing 247, réduisant sensiblement le volume utile en cabine.   

## Des débuts chaotiques
La construction du prototype fut autorisée en juillet 1934 et le prototype sortit d’usine à l’automne 1936. Piloté par N.P.Shebanov, le prototype débuta ses essais au printemps 1937, affichant immédiatement des performances remarquables. À titre d’exemple le plafond sur un seul moteur était de 4 500 m. Cet appareil, qui fut présenté au Salon aéronautique de Paris en juin 1937, fut alors préparé pour une tentative de record autour du monde : 27 réservoirs supplémentaires furent installés dans le fuselage pour embarquer 7 400 litres de carburant. Malheureusement le prototype fut victime d’un accident au décollage début 1938 au cours d’un essai à pleine charge, entraînant l’arrestation de Robert Bartini le 14 février 1938. Accusé d’espionnage au profit de l’Italie fasciste il fut déporté en Sibérie. 

## Vladimir Yermolaïev sauve le programme
Un des assistants de Bartini, Vladimir Yermolaïev, fut chargé d’assurer la remise en état du prototype et la poursuite du programme. Le 28 août le Stal-7 couvrait 5 068 km sur un circuit Moscou-Sverdlovsk-Sébastopol-Moscou à la vitesse record de 405 km/h. À bord se trouvait l’équipage sélectionné pour la tentative de tour du monde : le pilote NP Shebanov, le copilote AA Matveev et le radio NA Baykuzov. Le tour du monde fut annulé en raison du déclenchement de la Seconde Guerre mondiale, mais ces résultats entraînèrent la nomination de Yermolaïev à la tête d’un bureau d’études (OKB-240) chargé de développer à partir du prototype Stal-7 un bombardier à long rayon d’action. Le DB-240 donnera naissance aux Yer-2 et Yer-4, rares exemples de bombardiers à long rayon d’action développés en URSS durant la Seconde Guerre mondiale.   

## Sources
1. 1 2 3 4 5  Shavrov